# Bombiciella
Bombiciella là một chi bướm đêm thuộc họ Noctuidae.